# Dinastia Zhou
La dinastia Zhou (xinès: 周, pinyin: Zhōu) és la tercera dinastia xinesa segons la historiogràfia tradicional, i la segona, rere la dinastia Shang, de la qual es té constància per fonts escrites de la seva època. Fou la més llarga de totes les dinasties (1122 aC-256 aC) i va ser la darrera amb reis abans de l'aparició de les dinasties imperials.
En aquesta època, van viure els grans pensadors xinesos de l'antiguitat, com Confuci i Laozi, i es va iniciar la literatura xinesa clàssica. També es va establir la doctrina del mandat del cel (xinès: 天命; pinyin: Tiānmìng) i del governant com a fill del cel que governava per dret diví.

## Història
El darrer governant de la dinastia Shang, Zi Zhou Tsin, fou enderrocat pel príncep de Pin Wu Wang a Wei, a la província de Shaanxi, el pare del qual havia estat empresonat. Wu fou proclamat sobirà i fundà la dinastia Zhou amb capital a Hao, prop de Xi'an (després Chang'an).
Wu Wang era un guerrer de frontera, però progressivament la seva dinastia va adoptar la civilització xinesa que, pel mateix temps, es va estendre fins al Iang-Tsé.
El sistema descentralitzat de Zhou té semblances amb l'Europa medieval, amb un domini reial relativament petit (les comarques amb les ciutats de Hao i Mig Feng i cap a l'est la comarca de Lo-i), i amb comarques concedides a la família reial i comarques concedides a altres famílies, en tots els casos hereditàriament. Després d'aquests senyors feudals que governaven la ciutat i una comarca (que començava als murs de la ciutat) venien els guerrers, seguits pels camperols i els esclaus domèstics. Amb el temps, els feus van esdevenir semiindependents dels sobirans Zhou (vegeu la llista de feus més avall).
El sistema inicial es basava en les ciutats estat i el control depenia més dels lligams familiars que dels vincles feudals. Els elements feudals van disminuir amb el temps i el govern va incrementar el seu control; les ciutats estat van esdevenir més centralitzades i van establir un sistema econòmic impersonal, que era més fàcilment taxat pel govern central, que al mateix temps tenia més control sobre les ciutats; això va esdevenir-se a la darrera part del període Zhou occidental.
El 771 aC, la cort reial fou saquejada i el rei assassinat per invasors bàrbars aliats a senyors rebels. La capital es va traslladar més a l'est, cap a Lo-Yang (Lo-i), a la província de Henan. Fins aquí, la dinastia fou anomenada dels Zhou de l'Oest (1025-771 aC) i des del trasllat en endavant Zhou de l'Est (770-221 aC).
A partir d'aquí, els territoris delegats als senyors es van fer independents de fet (un centenar d'estats foren independents), però es va mantenir la ficció del reconeixement del sobirà per dret diví. Un gran creixement econòmic es va produir durant aquest temps, en què Xina va entrar a l'edat del ferro, que va permetre desenvolupar tècniques d'irrigació i construir noves arades millors i més productives; també es va incrementar la població i van començar a sorgir els comerciants i negociants de tota mena; la seva existència feia necessària la millora dels camins, que eren transitats ara principalment per cavalls. Això va permetre als senyors estendre el seu territori (els territoris fronterers). Va sorgir-hi la cavalleria militar. El poder de la dinastia es va anar reduint i la fragmentació se'n va accelerar.
La dinastia oriental es divideix en dos subperíodes: període de Primaveres i Tardors (770-476 aC), tal com l'anomena una crònica històrica del seu temps; i el període dels regnes combatents (475-221 aC). En el primer període, van sorgir una sèrie d'estats que formaven aliances sota l'hegemonia d'un dels reis (vegeu-ne llista). Durant el segon període, es va desenvolupar la filosofia clàssica xinesa, amb l'aparició de les anomenades Cent escoles de pensament. Destaca per sobre de totes la figura de Confuci, representant de la classe emergent d'administradors i consellers. També va sorgir l'escola taoista, explicada al llibre Dao De Jing, El Clàssic del Camí i la Virtut, suposadament escrit per Laozi. Una tercera escola de filosofia fou el legalisme o legisme, que esdevindria la doctrina oficial de l'estat sota la següent dinastia (Qin).
En 516 aC la capital de Zhou es va moure a Chengzhou. Set estats o hegemonies van adquirir poder per damunt d'altres (van subsistir Zhou i Lu com a estats de certa importància) i van lluitar pel poder fins. Nan de Zhou, l'últim rei de Zhou de l'Est va moure la capital a Wangcheng que morí quan Qin va capturar la capital l'any 256 aC. Es va postular Hui de Zhou, però el seu territori va ser eliminat completament el 249 aC.

## Llistes

### Llista de feus

#### De la família reial
| - Yen - Hsing - Chin - Hung Chao - Han - Hsun | - Chia - Jui - Wei - Chun - Lu - Kuan | - Ying - Ts'ai - Hsi - Sui - Teng |

Els més grans n'eren els de Yen, Hsing, Chun i Chin; Lu i Han eren mitjans i la resta petits.

#### D'altres famílies
| - Yung - Kue'i - Ch'u (2 comarques) - Ku - Lo | - Chou - Chun - Yang-Yüeh - Yun - Huang | - Hsien - Huan - Tung - Shu - Hsu | - Ch'en - Fao - Tao - Shen - Teng | - Yen - Tan - Chi - Chu - Tsou | - Liang - Chiao - Ch'in - Pao |

### Llista d'estats
| - Zhou (la resta dels seus dominis entorn de Lo-Yang) - Cheng (Capital Yen-Ling) a l'est - Wei (al nord-est de l'anterior) - Ts'ao (al sud-est de l'anterior) - Sung (a l'est i sud de l'anterior) - Teng (al nord-est de l'anterior) - Lu (al nord de Teng, Sung i Ts'ao) - Tan (al sud-est de Lu) - Ch'en (a l'est de Cheng i sud de Sung) | - Hsu (al sud de Cheng) - Ts'ai (al sud-oest de Ch'en) - Chin (a l'oest, nord, i nord-est de Zhou) - Ch'in (al sud-oest de Chin) - Yen (al nord-est de Chin) - Ch'i (al sud-est de Yen i est de Chin) - Ch'u (al sud de Chin, Zhou, Cheng, Hsu, Ts'ai, Ch'en i Sung) - Wu (a l'est de Chu) |

### Llista de sobirans
| - Wen Wang (Ji Xiouli) vers 1050-1025 aC - Wu Wang (Ji Fa) vers 1025-1015 aC - Cheng Wang (Ji Song) vers 1015-1005 aC - Kang Wang (Ji Zhao) vers 1005-978 aC - Zhao Wang (Ji Xia) vers 978-956 aC - Mu Wang (Ji Man) vers 956-c. 918 aC - Gong Wang (Ji Yi) vers 918-c. 903 aC - Yi Wang (Ji Jian) vers 903-873 aC - Xiao Wang (Ji Bi Fang) 872-868 aC - Yi Wang (Ji Xie) vers 867-860 aC - Li Wang (Ji Hu) vers 859-828 aC - Xuan (Ji Jing) 827-781 aC - You Wang (Ji Gong Nie) 781-771 aC - Ping Wang (Ji Yi Jiu) 770-719 aC | - Xi Wang 770-760 aC - Huan Wang (Ji Lin) 719-696 aC - Xiang Wang 696-681 aC - Xi Wang (Ji Qi) 681-676 aC - Tui Wang 676-673 aC - Hui Wang (Ji Lang) 676-651 aC - Xiang Wang (Ji Zheng) 651-618 aC - Shu Dai Wang 636-635 aC - Qing Wang (Ji Ren Chen) 618-612 aC - Kuang Wang (Ji Ban) 612-606 aC - Ding Wang (Ji Yu) 606-585 aC - Jian Wang (Ji Yi) 585-571 aC - Ling Wang (Ji Xie Xin) 571-544 aC - Jing Wang (Ji Gui) 544-520 aC | - Dao Wang (Ji Meng) 520 aC - Jing Wang (Ji Gai) 519-475 aC - Yuan Wang (Ji Ren) 475-468 aC - Zhen Ding Wang (Ji Jie) 468-441 aC - Kao Wang (Ji Wei) 440-425 aC - Ai Wang (Ji Qu Ji) 440 aC - Si Wang (Ji Di Shu) 440 aC - Wei Lie Wang (Ji Wu) 425-402 aC - An Wang (Ji Jiao) 402-375 aC - Lie Wang (Ji Xi) 375-368 aC - Xian Wang (Ji Jiong) 368-320 aC - Shen Jing Wang (Ji Ding) 320-314 aC - Nan Wang (Ji Yan) 314-256 aC - Hui Wang 256-225 aC |